# Hermann Senator
Hermann Senator (Gniezno, 6 dicembre 1834 – Berlino, 14 luglio 1911) è stato un medico tedesco.

## Biografia
Di origine ebraica, studiò medicina a Berlino, dove ricevette la sua laurea in medicina nel 1857. Tra i suoi insegnanti a Berlino c'erano Johannes Peter Müller (1801-1858), Johann Lukas Schönlein (1793-1864) e Ludwig Traube (1818-1876). Nel 1875 divenne medico primario nel dipartimento di medicina interna presso l'Ospedale di Augusta e nel 1881 divenne capo medico presso la Charité di Berlino.
Dopo la morte di Friedrich Theodor von Frerichs (1819-1885), fu a capo della "prima clinica medica" a Berlino per alcuni mesi. A partire dal 1872 fu co-editore di "Centralblatt für die medizinischen Wissenschaften".
Hermann Senator diede diversi contributi alla medicina interna, in particolare, coinvolgendo ricerche nel campo della nefrologia. Fu autore di opere influenti associate al diabete e all'albuminuria, e smentì il fatto che l'albuminuria fosse sempre un segno di malattia renale primaria. Il suo trattato sulle malattie dei reni, "Die Erkrankungen der Nieren", fu incluso nel manuale di Nothnagel di patologia e terapia speciale. Senator fu anche autore di un significativo studio sulla febbre, intitolato "Untersuchungen über den fieberhaften Process und seine Behandlung" (Indagini sul processo febbrile e sul suo trattamento).
Nel 1868 introdusse la sua teoria dell '"autointossicazione", di cui ipotizzò che "l'autoinfezione" originata nell'intestino potesse essere una fonte di malattia. Credeva anche che l'autointossicazione potesse essere la causa principale di certi disturbi mentali.

## Pubblicazioni
- Untersuchungen über den fieberhaften Process und seine Behandlung.
- Die Krankheiten des Bewegungsapparates. Diabetes mellitus und insipidus. Incluso in "Handbuch der speciellen Pathologie und Therapie"" Hugo Wilhelm von Ziemssen  2ª edizione, 1879.
- Die Albuminurie im gesunden und kranken Zustande. Berlin, A. Hirschwald, 1882.
- Die Erkrankungen der Nieren.In "Handbuch der speciellen Pathologie und Therapie" di Carl Wilhelm Hermann Nothnagel.
- "Diseases of kidney and the spleen, hemorrhagic diseases". Philadelphia, 1905, (con Moritz Litten e Alfred Stengel).[1][2]